# 膠東人
膠東人（こうとうじん、英語：Jiaodong people）
- 東夷人
- 膠東半島の出身者を指して膠東人と表現する事がある（歴史・地理・文化的経緯による）。○○（出身地）人と表現するため、青島人（青島市民）・煙台人（煙台市民）・威海人（威海市民）などの表現もある。
- 旧膠東国の住民を指して膠東人と呼んだ。『漢書』地理志第八に用例が見られる。
- 旧斉国・萊国・莒国（中国語版）の住民を指した。